# Liste der Kulturdenkmale in Liebschützberg
In der Liste der Kulturdenkmale in Liebschützberg sind die Kulturdenkmale der sächsischen Gemeinde Liebschützberg verzeichnet, die bis Mai 2020 vom Landesamt für Denkmalpflege Sachsen erfasst wurden (ohne archäologische Kulturdenkmale). Die Anmerkungen sind zu beachten.
Diese Aufzählung ist eine Teilmenge der Liste der Kulturdenkmale im Landkreis Nordsachsen.

## Borna
| Bild           | Bezeichnung | Lage                            | Datierung                                                           | Beschreibung | ID       |
| -------------- | --- | ------------------------------- | ------------------------------------------------------------------- | --- | -------- |
| Weitere Bilder | Evangelische Marienkirche mit Ausstattung, Kirchhof und Einfriedung, vier Grabmale und Denkmal für die Gefallenen des Ersten Weltkrieges | Alte Schulstraße 5 (Karte)      | 1601 (Kirche); 18./19. Jahrhundert (Grabmal); 1921 (Kriegerdenkmal) | Saalkirche, baugeschichtlich und ortsgeschichtlich von Bedeutung. - Kirche: verputzter Bruchsteinziegelbau, Chor mit 5/10-Schluss, Westturm über quadratischem Grundriss, Turm: Obergeschoss oktogonal, Rundbogenfenster - barocke und klassizistische Grabmale an der südlichen Kirchenwand: - 1. Grabmal Wollesky, bezeichnet mit 1723, Sandstein - 2. Grabmal Augusta Wilhelmina Starschedel, bezeichnet mit 1797, Sandstein - 3. Grabmal M. Christian Wiedeman, bezeichnet mit 18..(?) - 4. barockes Grabmal, Inschrift verwittert, bezeichnet mit 1730 - ein weiteres barocke Grabmal an der östlichen Einfriedungsmauer stark angewittert (kein Denkmal) - Einfriedung: massive Mauer, verputzt, Ziegelabdeckung - Kriegerdenkmal: Stele (Rochlitzer Porphyrtuff) auf Stufen mit Namen von Gefallenen, Abschluss aus umlaufendem Fries mit Eichenlaub und Helm | 08974692 |
| Weitere Bilder | Ehemalige Schule mit Seitengebäude und Einfriedung                                                                                       | Alte Schulstraße 7 (Karte)      | Um 1860 und später                                                  | Schule breit gelagerter Putzbau mit charakteristischem Walmdach, baugeschichtlich und ortsgeschichtlich von Bedeutung. - Schule: zweigeschossiger, massiver Putzbau mit flachem Walmdach (Kronendeckung), Sandsteingewände, vorwiegend neue Fenster und Haustür - Stall: eingeschossiger, massiver Putzbau mit Satteldach (Kronendeckung), Sandsteingewände, zum Teil alte Fenster, Einfriedung: verputzte Mauer, Sandsteinpfeiler im Garten | 08974691 |
|                | Pfarrhaus | Alte Schulstraße 14 (Karte)     | Bezeichnet mit 1832                                                 | Zeittypischer Putzbau mit Schopfwalmdach (Kronendeckung), baugeschichtlich und ortsgeschichtlich von Bedeutung. Zweigeschossiger, massiver Bau, Sandsteingewände, vorwiegend neue Fenster, originale Haustür. | 08974693 |
| Weitere Bilder | Ehemaliger Schafstall des Rittergutes | Platz des Friedens 2, 4 (Karte) | Bezeichnet mit 1780 und später                                      | Weitgehend original erhaltener Putzbau übrig gebliebener Bestandteil der früheren Rittergutsanlage, baugeschichtlich, ortsgeschichtlich und straßenbildprägend von Bedeutung. Breit gelagerter, eingeschossiger, massiver Bau (Bruchstein) mit Schopfwalmdach, jüngere Dachhäuschen mit hölzernen Fenstergewänden, Giebelseite mit Wappenstein (bezeichnet mit 1780), vorwiegend Sandsteingewände, bauliche Veränderungen größtenteils mit Backsteinen in jüngerer Zeit, vorwiegend alte Fenster. | 08974696 |
| Weitere Bilder | Vermutlich Gutsverwalterhaus des ehemaligen Rittergutes                                                                                  | Straße der Jugend 5 (Karte)     | Um 1890                                                             | Putzbau mit übergiebeltem Mittelrisalit und sparsamer Gliederung, baugeschichtlich und ortsgeschichtlich von Bedeutung. Zweigeschossiger, massiver Bau, Mittelrisalit mit Eingang, Treppe, Fassadengliederung durch Sandsteinelemente (Wappenrelief über Eingang, profiliertes Gesims, Dreiecksgiebel), neue Haustür und Fenster. | 08974699 |
| Weitere Bilder | Herrenhaus des ehemaligen Rittergutes | Straße der Jugend 11 (Karte)    | Bezeichnet mit 1877 und später                                      | Historistischer Bau mit reduzierter Putzfassade, baugeschichtlich und ortsgeschichtlich von Bedeutung. Zwei- und dreigeschossiger, massiver Putzbau auf unregelmäßigem Grundriss, kleines Türmchen (bezeichnet mit 1977) mit steilem Dach an Nordecke des Gebäudes, neuer Putz, neue Haustür, Portal mit originalen Sandsteingewänden und Schlussstein mit Wappen (von Bayn), neue Fenster, Rückseite mit großer erhöhter Terrasse. | 08974694 |
| Weitere Bilder | Familiengruft der Rittergutsbesitzer von Byern mit Treppenanlage                                                                         | Waldweg (Karte)                 | 1885                                                                | Baugeschichtlich und ortsgeschichtlich von Bedeutung. Tempelartiger Bau, Sandsteinverkleidung, flacher Dreieckgiebel, kräftige Eckquaderung, Säulenportikus mit Sprenggiebel und Kreuz, Inschrift „OMNIA CUM DEO NIHIL SINE EO“, über dem Portal Palmzweig und Schlussstein mit Wappen, originale zweiflügelige Tür, vorgelagerte Terrasse mit Gruftgewölbe, seitlich davon Treppen, Datierung 1885. | 08974698 |

### Ehemaliges Denkmal (Borna)
| Bild | Bezeichnung | Lage                   | Datierung | Beschreibung | ID       |
| ---- | ----------- | ---------------------- | --------- | --- | -------- |
|      | Häuslerhaus | Wiesenstraße 6 (Karte) | Um 1840   | Gut erhaltener Fachwerkbau als anschauliches Zeugnis kleinbäuerlichen Lebens, baugeschichtlich und sozialgeschichtlich von Bedeutung. Zweigeschossiger Bau mit Satteldach, Erdgeschoss massiv, zum Teil Lehm, Obergeschoss zum Teil noch Fachwerk, Giebelseite massiv, alte Fenster, Eingangsbereich verändert, Holztraufe, alter Putz | 08974690 |

## Bornitz
| Bild                                    | Bezeichnung | Lage                                       | Datierung | Beschreibung | ID       |
| --------------------------------------- | --- | ------------------------------------------ | --- | --- | -------- |
| Direkt Bild zu diesem Denkmal hochladen | Wegestein | (Gemarkung Borna, Flurstück 682/3) (Karte) | 19. Jahrhundert | Am Ortsrand, verkehrsgeschichtlich von Bedeutung, Sandstein | 08967021 |
| Weitere Bilder                          | Westliches Wohnhaus, nördliches Seitengebäude (mit Kumthalle) und zwei Toreinfahrtspfeiler eines Vierseithofes | Bahnhofstraße 10 (Karte)                   | Um 1890 | Regional- und zeittypische Putzbauten einer geschlossenen Hofanlage, baugeschichtlich und ortsbildprägend von Bedeutung. - Bauernhaus: zweigeschossiger, massiver Bau, Satteldach, profilierte Sandsteingewände im Obergeschoss, Drillingsfenster im Giebel, straßenseitig kleiner hölzerner Wintergartenanbau (vermutlich von 1910) mit originalen Fenstern und geschwungenem Walmdach, hofseitig Eingangsbereich und ein Fenster verändert, Gurtgesims, Reste der alten Putzgliederung - Seitengebäude: zweigeschossiger, massiver Bau, Satteldach (Schieferdeckung), alte Fenster und Winterfenster, Gurtgesims, zweibogige Kumthalle, Segmentbogentor, Putzgliederung, im Giebel Drillingsfenster - Einfriedung: Torpfeiler verputzt, Sandsteinabdeckung | 08974743 |
| Weitere Bilder                          | Spritzenhaus                                                                                                   | Bahnhofstraße 11 (Karte)                   | Bezeichnet mit 1785 | Ortshistorisch wichtiges Gebäude in authentischer Erscheinung in straßenbildprägender Lage. Kleiner massiver Putzbau, steiles Satteldach, altes Holztor mit vermutlich originalem Sturzbalken, Tafel mit Inschrift „Sprützenhauß RitterGuth die Gemein: B.W.K. Bornitz Antheil MDCCLXXXV“. | 08974742 |
|                                         | Wirtschaftsgebäude des ehemaligen Rittergutes                                                                  | Bergstraße 1 (Karte)                       | 17. Jahrhundert | Bemerkenswerter Bau mit wertvoller originaler Bausubstanz, baugeschichtlich, ortsgeschichtlich und straßenbildprägend von Bedeutung. Hoher zweigeschossiger Bruchsteinbau, verputzt, hohes Satteldach, Sandsteinfenstergewände, hofseitig drei Sandsteintürgewände vermutlich aus dem 17. Jahrhundert, Wandöffnungen teilweise verändert, straßenseitig Speicherluke und Fenster später. | 08974745 |
|                                         | Wohnhaus, Auszugshaus, Seitengebäude und Scheune eines Vierseithofes sowie Torbogen                            | Friedensstraße 11 (Karte)                  | Um 1820 (Auszugshaus); um 1820 und später (Bauernhaus); 1. Hälfte 19. Jahrhundert (Seitengebäude und Scheune); bezeichnet mit 1823 (Torbogen) | Geschlossen erhaltene Hofanlage mit weitgehend unveränderter Bausubstanz als Zeugnis bäuerlicher Lebensweise, baugeschichtlich, wirtschaftsgeschichtlich und ortsbildprägend von Bedeutung. - westliches Wohnhaus: zweigeschossiger Putzbau, hohes Krüppelwalmdach, Bauzeit um 1820, Überformung von 1901 (Haustürgewände mit Schlussstein, bezeichnet mit 1901) - nördliches Auszugshaus: kleiner zweigeschossiger Bau, Erdgeschoss massiv, im Obergeschoss verputztes Fachwerk, Krüppelwalmdach (teilweise Kronendeckung), hofseitig Sandsteintürgewände, alte Tür - östliches Seitengebäude: zweigeschossig, Satteldach (Biberschwanzdeckung, Fledermausgaube), Hofseite Obergeschoss massiv (verändert 1950er Jahre), Rückseite Obergeschoss Fachwerk - südliche Scheune: verputzter Bruchsteinbau, zwei große und ein kleines Holztor, Satteldach - Torbogen: Schlussstein bezeichnet mit 1823, Bogen verputzt | 08974744 |
| Weitere Bilder                          | Wasserdruckbehälter und Pumpstation                                                                            | Wadewitzer Straße 8 (Karte)                | Um 1900 | Technikgeschichtliche Bedeutung, straßenbildprägend, singuläre Stellung. Hügel mittig mit umlaufender Bruchsteinmauer, Eingangsbereich später erneuert. | 08974741 |

## Clanzschwitz
| Bild           | Bezeichnung                                                               | Lage                        | Datierung                                                | Beschreibung | ID       |
| -------------- | ------------------------------------------------------------------------- | --------------------------- | -------------------------------------------------------- | --- | -------- |
|                | Denkmal für die Gefallenen des Ersten Weltkrieges                         | (Flurstück 49) (Karte)      | Nach 1918                                                | Ortsgeschichtlich von Bedeutung. Kräftiger Granitpfeiler mit gestuftem Abschluss, Inschrift „Die Helden tot. Das Volk in Not (Namen der Gefallenen folgen) gewidmet von der Gemeinde Clanzschwitz 1914–1918“. | 08974736 |
|                | Westliches Wohnstallhaus und nördliches Seitengebäude eines Vierseithofes | Leckwitzer Straße 5 (Karte) | Um 1860 (Wohnstallhaus); 1880 und später (Seitengebäude) | Regional- und zeittypische Putzbauten einer großen Hofanlage, baugeschichtlich und straßenbildprägend von Bedeutung. - Wohnstallhaus: zweigeschossiger Bruchsteinbau (verputzt), Satteldach, Mezzaningeschoss, Gurtgesimse, teilweise alte Fenster, Eingangssituation verändert, Speicherluke, im Giebel Okuli und Zwillingsfenster, teilweise alte Putznutung erhalten - Seitengebäude: eingeschossiger, lang gestreckter, verputzter Bruchsteinbau, Satteldach (Biberschwanzdeckung mit Lüftungsöffnungen), an der Hofeinfahrt eingezogene Ecke | 08974734 |
|                | Taubenhaus                                                                | Lindhof 1 (Karte)           | 1884                                                     | Kulturgeschichtlich von Bedeutung, Seltenheitswert. Dreistöckiger Massivbau, verputzt, Satteldach, Gesimse, Eckquaderung und -lisenen, an der Vorderseite Inschriftplatte „C. G. Klinger.1884.“. | 08966049 |
| Weitere Bilder | Bockwindmühle                                                             | Mühle 1 (Karte)             | Um 1850                                                  | Baugeschichtlich, technikgeschichtlich und ortsbildprägend von Bedeutung. Mühlenkasten aus Holz, Ruten erhalten, hölzerner Treppenaufgang neu, Dachpappe, Mühlsteine. | 08974890 |
|                | Gasthof                                                                   | Sittelbergweg 1 (Karte)     | Um 1860                                                  | Bemerkenswerter Putzbau mit Mezzaningeschoss am Ortseingang, baugeschichtlich und ortsgeschichtlich von Bedeutung. Eingeschossiger Bruchsteinbau (verputzt), Satteldach (Kronendeckung), Holzfenstergewände, alte Fenster und teilweise Rollläden, Haustür erneuert, im Giebel Okulus. | 08974735 |

## Ganzig
| Bild           | Bezeichnung | Lage                           | Datierung | Beschreibung | ID       |
| -------------- | --- | ------------------------------ | --- | --- | -------- |
| Weitere Bilder | Wegestein | (vor Oschatzer Weg 30) (Karte) | 19. Jahrhundert | Am nordöstlichen Ortsausgang Richtung Bornitz, verkehrsgeschichtlich von Bedeutung, Sandstein, Entfernungsangaben in km | 08967039 |
| Weitere Bilder | Dorfkirche und Kirchhof Ganzig (Sachgesamtheit) | Mittelweg (Karte)              | 1859 | Sachgesamtheit Kirche und Kirchhof Ganzig mit folgenden Einzeldenkmalen: Kirche mit Ausstattung, Denkmal für die Gefallenen des Ersten Weltkrieges, zwei Denkmale für die Gefallenen des Zweiten Weltkrieges, zwei Grabmale und Gruft (siehe auch Obj. 08974895) sowie östliche Allee (Gartendenkmal); Saalkirche, baugeschichtlich und ortsgeschichtlich von Bedeutung. | 09305849 |
|                | Kirche mit Ausstattung, Denkmal für die Gefallenen des Ersten Weltkrieges, Denkmal für die Gefallenen des Zweiten Weltkrieges, Ehrenmal für ermordete polnische Bürger (Zweiter Weltkrieg), zwei Grabmale und Gruft (Einzeldenkmale zu ID-Nr. 09305849) | Mittelweg (Karte)              | 1859, im Kern älter (Kirche); um 1815 (Grabmal); nach 1918 (Kriegerdenkmal); 1960er Jahre (Kriegerdenkmal); 1970er Jahre (Kriegerdenkmal Polen) | Einzeldenkmale der Sachgesamtheit Kirche und Kirchhof Ganzig; Saalkirche, baugeschichtlich und ortsgeschichtlich von Bedeutung. - Kirche: Chor und Apsis eines romanischen Vorgängerbaus erhalten, 1859 Umbau und Neubau des Saals, verputzter Bruchsteinbau mit eingezogenem 3/8-Schluss, schmale, hohe Rundbogenfenster, gedrungener Turm mit barockisierendem, oktogonalem Glockengeschoss, Haube und Laterne - Kriegerdenkmal (Erster Weltkrieg): Natursteinpfeiler mit kräftigem, massivem Eisernem Kreuz als Abschluss, Inschrift „Für uns!“ - Kriegerdenkmal (Zweiter Weltkrieg): Kunststeinstele auf zweistufigem Sockel, unterbrochen durch querrechteckigen Riegel, Inschrift „1939–1945 zur Mahnung und Erinnerung“, „Im Gedenken an die Gefallenen und Vermissten, die Genannten und die Ungenannten“ - Ehrenmal für polnische Bürger: stehende Sandsteinplatte mit dreieckigem Abschluss, flankiert von hochrechteckigen, seitlich abgestuften Tafeln mit Fackeldarstellung, Inschrift „Hier ruhen 9 polnische Bürger ermordet von SS am 30. April 1945 / Die Lehr aus ihrem Tod, Freundschaft unser höchst Gebot“ - Grabmal: Sandsteinsäule auf mehrstufigem Sockel, Abschluss durch Urne mit Girlanden- und floralem Schmuck, verwittert - Grabmal: Sandsteinpfeiler auf mehrstufigem Sockel, umgekehrte Fackelmotive, abschließende Platte mit Sonnenmotiv und Eckakroterien, bekrönendes Kreuz - Gruft (Kießling & Krause): vorgelagerte Sandsteinmauer mit drei Rundbogenblindfeldern in Sandstein, eine Tafel in schwarzem Granit mit den Daten der Verstorbenen noch erhalten, Gebälk mit Mäander- und Zahnschnittfries | 08974895 |

## Gaunitz
| Bild           | Bezeichnung                                                                           | Lage                           | Datierung                                                                     | Beschreibung | ID       |
| -------------- | ------------------------------------------------------------------------------------- | ------------------------------ | ----------------------------------------------------------------------------- | --- | -------- |
|                | Wohnstallhaus und Seitengebäude eines Dreiseithofes sowie Hofpflaster und Einfriedung | Nebenstraße 5 (Karte)          | 1824 (Wohnstallhaus); 1891 (Seitengebäude); bezeichnet mit 1859 (Einfriedung) | Einziger Bauernhof mit Fachwerkbauten im Ort, gut erhaltenes Beispiel regionaltypischen Bauens, baugeschichtlich und ortsbildprägend von Bedeutung. - Wohnstallhaus: Erdgeschoss massiv, Obergeschoss Fachwerk, einseitiges Krüppelwalmdach (Biberschwanzdeckung), Erdgeschoss mit Korbbogenportal (Schlussstein), neue Fenster, Eingang erneuert - Seitengebäude: Erdgeschoss massiv, Obergeschoss Fachwerk, Satteldach (Biberschwanzdeckung), Erdgeschoss mit Segmentbogeneinfahrten, Kumthalle (ehemaliger Pferdestall), kleine Lüftungsöffnungen, alte Fenster - Einfriedung: verputzte Pfeiler und Mauer mit Sandsteinplattenabdeckung, bezeichnet mit 1859, schmiedeeiserner Zaun | 08974733 |
| Weitere Bilder | Wohnhaus des ehemaligen Freigutes Gaunitz                                             | Straße zur Wäscherei 2 (Karte) | 1881, wohl älter                                                              | Putzbau mit Mittelrisalit und Dreiecksgiebel, baugeschichtlich und ortsgeschichtlich von Bedeutung. Zweigeschossig, drei zu sieben Achsen, Walmdach, Kratzputz aus DDR-Zeit, ursprünglich reiche Putzgliederung. | 08966050 |

## Klötitz
| Bild                                    | Bezeichnung                                       | Lage                     | Datierung          | Beschreibung | ID       |
| --------------------------------------- | ------------------------------------------------- | ------------------------ | ------------------ | --- | -------- |
| Direkt Bild zu diesem Denkmal hochladen | Denkmal für die Gefallenen des Ersten Weltkrieges | Brückenstraße (Karte)    | Nach 1918          | Ortsgeschichtlich von Bedeutung. Kräftiges Granitkreuz mit abgerundeten Kreuzarmen, in der Spitze Herzdarstellung mit Flamme, in den Kreuzarmen Blindfeld (Inschrift entfernt), im unteren Bereich Namen der Gefallenen aufgeführt. | 08974721 |
| Direkt Bild zu diesem Denkmal hochladen | Wohnhaus eines ehemaligen Vierseithofes           | Brückenstraße 22 (Karte) | Um 1820 und später | Einziger authentisch erhaltener Fachwerkbau im Ort, baugeschichtlich von Bedeutung. Zweigeschossiger Putzbau, hohes Satteldach (Biberschwanzdeckung), Erdgeschoss massiv, Obergeschoss Fachwerk, verputzt, kleine Fensteröffnungen im Obergeschoss mit originalen Fenstern, im Erdgeschoss Fensteröffnungen später vergrößert, Betonsteingewände, teilweise alte Fenster, hofseitig liegendes Fenster, Türbereich erneuert. | 08974720 |

## Laas
| Bild           | Bezeichnung                                                                                                  | Lage                          | Datierung                                                                  | Beschreibung | ID       |
| -------------- | --- | ----------------------------- | -------------------------------------------------------------------------- | --- | -------- |
|                | Sächsisch-Preußischer Grenzstein: Pilar Nr. 3 (linkselbisch) sowie 30 Läufersteine                           | (Flurstück 225) (Karte)       | Nach 1828                                                                  | Siehe auch Sachgesamtheit 09305644; vermessungsgeschichtlich und landesgeschichtlich von Bedeutung als Zeitdokument der historischen Grenzziehung zwischen Sachsen und Preußen nach dem Wiener Kongress 1815. Pyramidenstumpf aus Sandstein mit Plinthe direkt auf der Grenzlinie, gegenüberliegend eingemeißelt Nummer 3 und Landeskürzel K.P./K.S., zugehörig 30 Läufersteine in unregelmäßigen Abständen auf der Grenzlinie. | 08973378 |
|                | Sächsisch-Preußischer Grenzstein: Pilar Nr. 4 (linkselbisch) sowie 80 Läufersteine                           | (Flurstück 171) (Karte)       | Nach 1828                                                                  | Siehe auch Sachgesamtheit 09305644; vermessungsgeschichtlich und landesgeschichtlich von Bedeutung als Zeitdokument der historischen Grenzziehung zwischen Sachsen und Preußen nach dem Wiener Kongress 1815. Scharrierter Pyramidenstumpf aus Sandstein mit Plinthe direkt auf der Grenzlinie, gegenüberliegend eingemeißelt Nummer 4 und Landeskürzel K.P./K.S., 80 zugehörige Läufersteine in unregelmäßigen Abständen auf der Grenzlinie. | 08972654 |
| Weitere Bilder | Kirche mit Ausstattung, Kirchhof mit Einfriedungsmauer und Denkmal für die Gefallenen des Ersten Weltkrieges | Cavertitzer Straße (Karte)    | 12. Jahrhundert (Kirche); nach 1918 (Kriegerdenkmal)                       | Romanische Chorturmkirche, baugeschichtlich, ortsgeschichtlich und ortsbildprägend von Bedeutung. - Kirche: verputzter Bruchsteinbau, eingezogener wehrhafter Chorturm (querrechteckig), Apsis mit romanischem Fenster im Osten, Saal mit Korbbogenfenstern, an der Nordseite Sakristei mit Zugang zum Beinhaus - Einfriedung: Bruchsteinmauerwerk mit kräftigen Stützpfeilern - Kriegerdenkmal Erster Weltkrieg: Kunststeinstele auf Sockel, Abschluss mit Eisernem Kreuz, vorderseitig Platte aus schwarzem Granit, Inschrift „Den Kämpfern im Weltkriege 1914–1918 gewidmet / Gefallene von Laas (nachfolgend die Namen)“, unterhalb Reliefdarstellung mit Schwert, Eichenlaub, Helm | 08974723 |
| Weitere Bilder | Pfarrhaus und östliches Seitengebäude eines Pfarrhofes sowie Einfriedung mit Pforte                          | Cavertitzer Straße 14 (Karte) | Bezeichnet mit 1804 (Pfarrhaus); 1. Hälfte 19. Jahrhundert (Seitengebäude) | Pfarrhaus spätbarocker Putzbau mit Krüppelwalmdach, baugeschichtlich, ortsgeschichtlich und straßenbildprägend von Bedeutung. - Pfarrhaus: zweigeschossiger Putzbau, Krüppelwalmdach (Kronendeckung), Sandsteingewände, Tafel im straßenseitigen Giebel (bezeichnet mit 1804), Segmentbogenhaustürgewände mit Schlussstein - Seitengebäude: Bruchsteinbau, verputzt, Satteldach, Sandsteingewände, alte und teilweise originale Fenster, hofseitig Garageneinfahrt - Einfriedung: Torbogeneingang und Mauer, verputzt, Holztor alt, Toreinfahrt erneuert, Dachziegelabdeckung | 08974724 |
|                | Seitengebäude eines Zweiseithofes                                                                            | Hauptstraße 13 (Karte)        | Um 1820                                                                    | Weitgehend original erhaltenen Fachwerkbau, baugeschichtlich von Bedeutung. Zweigeschossig, Erdgeschoss massiv (schlecht einsehbar), teilweise verändert, Obergeschoss Fachwerk, Krüppelwalmdach, Giebel verbrettert, alte Fenster (ein Fenster zugesetzt), Speicherluke. | 08974725 |
|                | Steinkreuz                                                                                                   | Klingenhainer Straße (Karte)  | Spätes Mittelalter                                                         | Ortshistorische Bedeutung. Sandsteinkreuz, grob behauen, ca. 60 cm × 60 cm, bis zu den Kreuzarmen in die Straße eingeschlossen (eingeteert). | 08974722 |

## Leckwitz
| Bild           | Bezeichnung                                                | Lage                    | Datierung                                                                     | Beschreibung | ID       |
| -------------- | ---------------------------------------------------------- | ----------------------- | ----------------------------------------------------------------------------- | --- | -------- |
|                | Wohnstallhaus, Auszugshaus und Scheune eines Dreiseithofes | Am Wasserturm 2 (Karte) | Bezeichnet mit 1866 (Wohnstallhaus); um 1820 (Auszugshaus); um 1870 (Scheune) | Anschauliches Beispiel eines weitgehend original erhaltenen zeit- und regionaltypischen Bauernhofs, baugeschichtlich und heimatgeschichtlich von Bedeutung. - Wohnstallhaus: zweigeschossiger, massiver Putzbau mit Satteldach, Sandsteingewände, Zwillingsfenster im Giebel, vorn Putznutung - Auszugshaus: zweigeschossiger Bau mit Satteldach, Erdgeschoss Bruchstein mit Sandsteingewände, Obergeschoss Fachwerk (Holzstaken mit Lehmschlag), zum Teil Holzgewände, alte Fenster, Giebel 1930er Jahre erneuert - Scheune: massiver Bau mit Satteldach, segmentbogenförmige Toröffnungen (Klinker) | 08974701 |
| Weitere Bilder | Transformatorenstation                                     | Riesaer Straße (Karte)  | Um 1925                                                                       | Zeugnis der Elektrifizierung, technikgeschichtlich und straßenbildprägend von Bedeutung. Massiver Turm, neu verputzt, Dachdeckung neu. | 08974700 |

## Leisnitz
| Bild | Bezeichnung    | Lage                       | Datierung | Beschreibung | ID       |
| ---- | -------------- | -------------------------- | --------- | --- | -------- |
|      | Wohnhaus       | Dahlener Straße 12 (Karte) | 1902      | Weitgehend original erhaltener, zeittypischer Putzbau, baugeschichtlich von Bedeutung. Eingeschossiger, massiver Bau, Bruchsteinsockel, Krüppelwalmdach mit Krabbenbesatz, Putzgliederung, Formsteinfenstergewände, ein altes Fenster mit Winterfenster, hölzerner Windfang mit originalem Fenster, Drempel mit kleinen querrechteckigen Fenstern.                                                            | 08974747 |
|      | Mühlenwohnhaus | Müllergasse 8 (Karte)      | 1846/1847 | Ehemalige Wassermühle, in seiner Erscheinung weitgehend original erhaltener Fachwerkbau, baugeschichtlich, ortsgeschichtlich und technikgeschichtlich von Bedeutung. Zweigeschossiger, massiver Bau, Erdgeschoss massiv, Fachwerkobergeschoss, Walmdach (Biberschwanzdeckung), Mühlenausstattung nicht mehr vorhanden, im Obergeschoss Holzfenster dem Original nachempfunden, Mühle bis ca. 1976 in Betrieb. | 08974748 |

## Liebschütz
| Bild           | Bezeichnung | Lage                                     | Datierung                                                                      | Beschreibung | ID       |
| -------------- | --- | ---------------------------------------- | ------------------------------------------------------------------------------ | --- | -------- |
| Weitere Bilder | Bockwindmühle | (Flurstück 202) (Karte)                  | 1828                                                                           | Baugeschichtlich, technikgeschichtlich und landschaftsbildprägend von Bedeutung, im Zusammenhang mit der Alten Salzstraße auch von besonderer ortshistorischer Bedeutung. Bis 1970 in Betrieb, 1987/88 ehemals ruinöse Windmühle wieder aufgebaut, Bock original erhalten, Mühlenkasten holzverkleidet mit Fensteröffnungen und rückwärtigem Eingang, Steert und Flügelkreuz (Türenflügel) vorhanden, einseitiges Krüppelwalmdach (Dachpappe). Auszeichnung für Instandsetzung und Sanierung auf der Denkmalmesse denkmal 2014 für Zimmerei Helmut Rudolph: Denkmalpflegepreis der Handwerkskammer Leipzig. | 08974750 |
| Weitere Bilder | Straßenverlauf der Alten Salzstraße                                                                                           | (Flurstücke 254/1, 254/2, 254/3) (Karte) | Vermutlich 13. Jahrhundert und später                                          | Regionalgeschichtliche Bedeutung als alte Verbindungsstraße zwischen Görlitz über Oschatz in den Harz. Teilweise als Holzweg erhaltene Fuhrstraße, Verlauf gut erkennbar. | 08966018 |
| Weitere Bilder | Sachgesamtheit Königlich-Sächsische Triangulierung („Europäische Gradmessung im Königreich Sachsen“); Station 105, Dürrenberg | (Flurstück 202a) (Karte)                 | Bezeichnet mit 1868                                                            | Triangulationssäule; Station 2. Ordnung, bedeutendes Zeugnis der Geodäsie des 19. Jahrhunderts, vermessungsgeschichtlich von Bedeutung. Granitstele, hoher abgesetzter Sockel, Laussnitzer Granit, Höhe 1,7 m. Die Station Dürrenberg am heute als Liebschützer Berg bezeichnete Berg ist als quadratischer Pfeiler gestaltet und wurde restauriert (vor2008). Die Inschrift lautet „Station/DÜRRENBERG/der/Kön.Sächs./Triangulirung/1868“ und wurde bei der Restaurierung erneuert. Der Höhenbolzen ist abgebrochen, die Abdeckplatte fehlt. Die Station ist Bestandteil des zweiten, aus über 100 Stationspunkten bestehenden Triangulationsnetzes der Königlich Sächsischen Triangulierung und damit von vermessungsgeschichtlicher Bedeutung. | 08974753 |
| Weitere Bilder | Kirche mit Ausstattung, Kirchhof und Einfriedung                                                                              | Clanzschwitzer Straße 9 (Karte)          | 1839–1841 (Kirche); bezeichnet mit 1871 (Turm)                                 | Im Rundbogenstil errichtete Saalkirche, baugeschichtlich und ortsgeschichtlich von Bedeutung. - Kirche: verputzte Saalkirche im Rundbogenstil mit geradem Schluss, Turm (mit Sandstein verkleidet) in Neorenaissanceformen 1871 errichtet, Fenster mit vorgeblendeten Arkaden, kräftiges Gurtgesims, hoher Westturm - Einfriedung: verputztes Mauerwerk mit Sandsteinabdeckung, zwei schmiedeeiserne Tore mit Torpfeilern | 08974751 |
|                | Ehemalige Schule | Clanzschwitzer Straße 10 (Karte)         | Um 1860                                                                        | Zeittypischer Putzbau mit flachem Seitenrisalit, baugeschichtlich und ortsgeschichtlich von Bedeutung, in der Ortsmitte zusammen mit der Kirche bildprägend. Zweigeschossig, Eingangsbereich hervorgehoben durch flachen Seitenrisalit, im Erdgeschoss Klassenzimmer mit vier Achsen, im Obergeschoss vermutlich Lehrerwohnung, Winterfenster in beiden Geschossen, Satteldach. | 09305866 |
|                | Wohnstallhaus, Scheune und Einfriedung eines Dreiseithofes                                                                    | Seitenstraße 3 (Karte)                   | Um 1820 (Wohnstallhaus); Ende 19. Jahrhundert (Einfriedung); um 1900 (Scheune) | Geschlossen erhaltener Hof in authentischer Erscheinung, baugeschichtlich und sozialgeschichtlich von Bedeutung. - Wohnstallhaus: massiver Bruchsteinbau, verputzt, Krüppelwalmdach, Sandsteingewände, Speicherluken, Okuli im Giebel - Scheune: massiv, verputzt, zwei große Korbbogentore, Satteldach (teilweise Kronendeckung) - Einfriedung: massive Ziegelpfeiler mit Putzgliederung, Kunststeinabdeckung mit Kugelbekrönung, schmiedeeisernes Tor und Zaun | 08974749 |

## Sahlassan
| Bild                                    | Bezeichnung                                                                               | Lage                                    | Datierung           | Beschreibung | ID       |
| --------------------------------------- | ----------------------------------------------------------------------------------------- | --------------------------------------- | ------------------- | --- | -------- |
| Direkt Bild zu diesem Denkmal hochladen | Wohnhaus, Seitengebäude und Scheune eines Dreiseithofes sowie Einfriedung mit Toreinfahrt | Am Anger 2 (Karte)                      | Um 1870             | In seiner Gesamtheit erhaltener Hof in markanter Lage am Anger, baugeschichtlich und ortsbildprägend von Bedeutung. - Bauernhaus: zweigeschossiger Putzbau, Satteldach, Sandsteingewände, Eingangsbereich verändert, neue Fenster, Drillingsfenster im Giebel, Putzgliederung - Seitengebäude: zweigeschossiger Putzbau, Satteldach (Biberschwanzdeckung), Sandsteingewände, Putzgliederung, veränderte Türöffnung, Speicherluke, Zwillingsfenster im Giebel - Scheune: massiver Putzbau, Satteldach (Biberschwanzdeckung mit Fledermausgauben), Segmentbogentore (eines als Garage verändert) - Einfriedung: Putzpfeiler, pyramidaler Klinkerabschluss | 08974732 |
| Direkt Bild zu diesem Denkmal hochladen | Wohnhaus eines ehemaligen Dreiseithofes                                                   | An der Schule 4 (Karte)                 | Um 1820             | Zeugnis der ländlichen Fachwerkbauweise, baugeschichtlich von Bedeutung. Zweigeschossig, Erdgeschoss massiv, Obergeschoss Fachwerk, Satteldach, alte Fenster, Fensteröffnungen im Erdgeschoss zugesetzt, Erdgeschoss vorgezogen (mit Kaffgesims), rückseitig Frackdach. | 08974731 |
| Direkt Bild zu diesem Denkmal hochladen | Ehemalige Schule                                                                          | An der Schule 7 (Karte)                 | Um 1895             | Putzbau mit reicher Gliederung, baugeschichtlich und ortsgeschichtlich von Bedeutung. Eingeschossig, polygonaler Granitsockel, Krüppelwalmdach (Biberschwanzdeckung), Seitenrisalit, Windfang neu, Eckbetonung durch Putzbossen, Gurtgesims, Fenster neu (im Zwerchhaus und Giebel alt), saniert, originale Haustür. | 08974727 |
| Direkt Bild zu diesem Denkmal hochladen | Wohnstallhaus eines ehemaligen Dreiseithofes                                              | Strehlaer Straße 4 (Karte)              | Bezeichnet mit 1870 | Weitgehend original erhaltener, zeittypischer Putzbau am Anger, baugeschichtlich von Bedeutung. Zweigeschossig, Satteldach, teilweise alte Putzgliederung erhalten, Sandsteingewände, originale und alte Fenster (teilweise Winterfenster), Haustür bezeichnet mit 1870, originale Zwillingsfenster im Giebel, im Erdgeschoss zwei Fenster geringfügig verändert. | 08974726 |
| Weitere Bilder                          | Wegestein                                                                                 | Strehlaer Straße 15 (gegenüber) (Karte) | 19. Jahrhundert     | Sandsteinpfeiler mit Inschrift, verkehrshistorische Bedeutung. Quadratischer Sandsteinpfeiler, ca. 80 cm hoch, eingezogene Ecke, Inschrift „Paußnitz, Strehla, Laas, Leckwitz“, farbig gestaltet. | 08974728 |

## Schönnewitz
| Bild | Bezeichnung                                                                    | Lage                       | Datierung                                                                                   | Beschreibung | ID       |
| ---- | ------------------------------------------------------------------------------ | -------------------------- | ------------------------------------------------------------------------------------------- | --- | -------- |
|      | Westliches Auszugshaus eines Dreiseithofes                                     | An der Döllnitz 5 (Karte)  | Anfang 19. Jahrhundert und später                                                           | Weitgehend original erhaltener Fachwerkbau als Zeugnis ländlichen Bauens, baugeschichtlich und sozialgeschichtlich von Bedeutung. Zweigeschossiger Bau, Satteldach (Kronendeckung, rückseitig Krempziegel), Erdgeschoss massiv, verputzt, Sandsteingewände, Obergeschoss Fachwerk, Giebel massiv in Ziegel (vermutlich später), Holztraufe, sichtbare Balkenköpfe. | 08974738 |
|      | Mühlengebäude mit technischer Ausstattung                                      | An der Döllnitz 14 (Karte) | Bezeichnet mit 1887                                                                         | Ehemalige Wassermühle, stattlicher Putzbau in straßenbildprägender Lage, baugeschichtlich, ortsgeschichtlich und technikgeschichtlich von Bedeutung. Zweigeschossiger massiver Putzbau, Satteldach (Biberschwanzdeckung), Mezzaningeschoss, Fenster- und Türgewände aus Sandstein, originale Fenster und Fensterscheiben, Tafel über der Tür mit Mühlenrad und Zirkeldarstellung, bezeichnet mit 1887, Teil der Putzgliederung erhalten, im Giebel Okuli, teilweise Ausstattung noch vorhanden. | 08974739 |
|      | Wohnstallhaus, Seitengebäude und Scheune eines Dreiseithofes sowie Einfriedung | An der Döllnitz 16 (Karte) | Vor 1849 (Bauernhaus); Mitte 19. Jahrhundert (Seitengebäude); bezeichnet mit 1873 (Scheune) | Gut erhaltener Hof in authentischer Erscheinung, baugeschichtlich und sozialgeschichtlich von Bedeutung. - Wohnstallhaus: zweigeschossiger Putzbau, Satteldach, Fachwerkobergeschoss, verputzt, kleine alte Fenster im Giebel (im Erdgeschoss neu), Sandsteintürgewände alt, Haustür vermutlich 1920, zwei Fenster mit Holzgewände, sichtbare Balkenköpfe, rückseitiger Giebel massiv - Scheune: verputzter Bruchsteinbau, Satteldach, zwei große Segmentbogentore und ein kleines, bezeichnet mit 1873 - Seitengebäude (ehemaliger Kuhstall): eingeschossiger kleinerer Bruchsteinbau, Putz teilweise erhalten, Satteldach, Sandsteingewände, im Giebel Zwillingsfenster - Einfriedung: Bruchsteinmauer und Torpfeiler mit Sandsteinabdeckung - ein Seitengebäude abgerissen | 08974740 |
|      | Scheune eines Dreiseithofes                                                    | Große Seite 12 (Karte)     | Um 1830                                                                                     | Einzig erhaltene Fachwerkscheune im Ort, baugeschichtlich von Bedeutung. Satteldach (neu), große Toreinfahrten an der Hofseite (Tore erneuert), Balkenköpfe sichtbar. | 08974737 |

## Terpitz
| Bild           | Bezeichnung                                                    | Lage                  | Datierung                                                           | Beschreibung | ID       |
| -------------- | -------------------------------------------------------------- | --------------------- | ------------------------------------------------------------------- | --- | -------- |
| Weitere Bilder | Kirche und Kirchhof sowie fünf Grabmale                        | Dorfstraße (Karte)    | 1711/1712 (Kirche); 18./19. Jahrhundert (Grabmal)                   | Barocke Saalkirche, baugeschichtlich und ortsgeschichtlich von Bedeutung. - Kirche: barocke Saalkirche, Putzbau mit Walmdach (Dachreiter), Korbbogenfenster mit kräftigen Gewänden mit Schlussstein. - Grabmale: - Grabmal Maria Rosina Heintze (1788–1843): neogotisches Sandsteingrabmal mit Figurenrelief - Grabplatte: schlichte Sandsteinplatte mit zwei sich überkreuzenden Federn, 1. Drittel 19. Jahrhundert - Grabmal: biedermeierliches Sandsteingrabmal mit Medaillons an Schleifen (Inschriften verwittert), Aufsatz mit Wellenmotiv (Laufender Hund) und hängenden Kränzen, um 1840 - barockes Grabmal an Nordseite der Kirche: Sandsteingrabmal mit Relief einer Frau, die vor ihrem Körper ein Tuch ausbreitet, Inschrift völlig verwittert, 18. Jahrhundert (neben stehendes Grabmal kein Denkmal) - klassizistisches Grabmal an Südseite der Kirche, Inschrift verwittert, 1. Drittel 19. Jahrhundert | 08974688 |
| Weitere Bilder | Pfarrhaus, zwei Seitengebäude und Einfriedung eines Pfarrhofes | Dorfstraße 27 (Karte) | Um 1800 und später (Pfarrhaus); bezeichnet mit 1812 (Seitengebäude) | In seiner Gesamtheit weitgehend authentisch erhaltener Pfarrhof, baugeschichtlich und ortsgeschichtlich von Bedeutung. - Pfarrhaus: zweigeschossiger, massiver Putzbau mit Krüppelwalmdach (Kronendeckung), Sandsteingewände, Portal mit Schlussstein, neue Fenster, neue Haustür - Seitengebäude: eingeschossiger massiver Putzbau mit Satteldach (Biberschwanzdeckung), zum Teil noch Sandsteingewände, mittig zwei neue Fensteröffnungen, Portal mit Schlussstein (bezeichnet mit 1812) - Stall: eingeschossiger Bau, Bruchstein mit Fachwerk an einem Giebel, Portal mit jüngerem Schlussstein, Traufseiten mit Sandsteingewänden, eine Giebelseite mit Holzgewände - Einfriedung: Bruchsteinmauer | 08974687 |
| Weitere Bilder | Wohnhaus eines Bauernhofes                                     | Dorfstraße 31 (Karte) | Bezeichnet mit 1829                                                 | Eines der wenigen gut erhaltenen Fachwerkbauten im Ort, baugeschichtlich von Bedeutung. Zweigeschossiger Bau mit Krüppelwalmdach, Erdgeschoss und Giebelseite massiv, Obergeschoss Hof- und Rückseite Fachwerk, verkleidet, Fenster- und Türgewände aus Sandstein, Portal mit Schlussstein (bezeichnet mit 1829), alte Fenster. | 08974686 |

### Ehemalige Denkmäler Terpitz
| Bild                                    | Bezeichnung | Lage                      | Datierung       | Beschreibung | ID       |
| --------------------------------------- | ----------- | ------------------------- | --------------- | --- | -------- |
| Direkt Bild zu diesem Denkmal hochladen | Wegestein   | (Flurstück 332/2) (Karte) | 19. Jahrhundert | Am Ortsausgang Richtung Schönnewitz, verkehrsgeschichtlich von Bedeutung, Sandstein, Aufschrift Schmorkau und Pfeil. Zwischen 2020 und 2024 aus der Denkmalliste gestrichen. | 08967040 |

## Wellerswalde
| Bild           | Bezeichnung                                                         | Lage                             | Datierung                                                                           | Beschreibung | ID       |
| -------------- | ------------------------------------------------------------------- | -------------------------------- | ----------------------------------------------------------------------------------- | --- | -------- |
| Weitere Bilder | Auszugshaus und Seitengebäude (mit Kumthalle) eines Vierseithofes   | Feldstraße 5 (Karte)             | Um 1820 (Auszugshaus); bezeichnet mit 1896 (Seitengebäude)                          | Regionaltypische ländliche Wirtschaftsgebäude, das Auszugshaus in Fachwerkbauweise, baugeschichtlich von Bedeutung. - Seitengebäude: zweigeschossiger, massiver Bau mit Satteldach, dreijochige Kumthalle, Sandsteingewände, Sandsteintafel bezeichnet mit „F. Schumann 1896“, Giebelseite Öffnungen vermauert - Auszugshaus: zweigeschossiger Bau, oberer Teil später abgetragen, Erdgeschoss massiv (Bruchstein), Obergeschoss Fachwerk (Holzstaken mit Lehmschlag), Tordurchfahrt, Erdgeschoss Holzgewände, Verhältnis von Wandfläche zu Maueröffnungen verändert, bemerkenswert die Stube im Obergeschoss mit Holzwand und profilierten Holzgewänden, ehemals Kachelofen, Wandfassung an Innenwänden | 08974708 |
| Weitere Bilder | Bogenbrücke über Luppa                                              | Handwerkergasse 9a (bei) (Karte) | Bezeichnet mit 1841                                                                 | Baugeschichtlich von Bedeutung. Zweibogige Brücke mit Brüstung, verputzter Bruchstein, Sandsteinplatten als Abschluss, an der Westseite bezeichnet mit 1841. | 08974710 |
|                | Auszugshaus eines Dreiseithofes                                     | Handwerkergasse 13 (Karte)       | Um 1820                                                                             | Obergeschoss Fachwerk, baugeschichtlich und sozialgeschichtlich von Bedeutung. Zweigeschossiger Bau mit Satteldach, Erdgeschoss massiv, zum Teil Holzgewände, spätere Öffnungen mit Putzgewände, vorwiegend alte Fenster, ein altes Schiebefenster im Erdgeschoss. | 08974709 |
| Weitere Bilder | Denkmal für die Gefallenen des Ersten Weltkrieges                   | Kirchstraße (Karte)              | Nach 1918                                                                           | Ortsgeschichtlich von Bedeutung. Große hochrechteckige Granitplatte, an Schmalseiten grob behauen, Vorderseite oben mit Relief (Eisernes Kreuz in Eichenlaubkranz) unten Inschrift und Namen einiger Gefallener. | 08974712 |
| Weitere Bilder | Denkmal für die Gefallenen des Zweiten Weltkrieges                  | Kirchstraße (Karte)              | Nach 1945                                                                           | Ortsgeschichtlich von Bedeutung. Anlage in Hanglage mit Koniferen, massive Mauer mit abgerundeter Klinkerabdeckung, Stein aus rotem Granit, grob behauen, in seiner Mitte poliertes Feld mit eingemeißelter Inschrift Die Toten mahnen, Kunststeinsockel. | 08974711 |
| Weitere Bilder | Stützmauer                                                          | Kirchstraße (Karte)              | 19. Jahrhundert                                                                     | Granittrockenmauer entlang der Straße, ortsbildprägend von Bedeutung, insgesamt ca. 400 Meter lang | 08974153 |
| Weitere Bilder | Kirche mit Ausstattung und Kirchhof mit Einfriedungsmauer           | Kirchstraße (Karte)              | Um 1500 (Kirche); 1843 (Grabkapelle)                                                | Saalkirche mit eingezogenem Chor, baugeschichtlich und ortsgeschichtlich von Bedeutung - Saalkirche: verputzter Bruchsteinbau mit eingezogenem Chor, dreiseitiger Schluss und Strebepfeiler, Südseite Turm über quadratischem Grundriss, oktogonales Glockengeschoss, darüber geschweifte Haube und Laterne, hohe Korbbogenfenster, Eingangsportal im Süden - nördlicher Anbau: im Inneren mit Zellengewölbe vermutlich aus der Zeit um 1500, unter Karl Julius Wilhelm von Oppel 1843 als Grabkapelle mit darunter liegender Gruft umgebaut und mit neogotischer Fassade versehen, Wappen über dem Eingang, zwei Eingangstüren mit Skulptur zwischen den Portalen, Schieferdeckung                      | 08974704 |
| Weitere Bilder | Ehemalige Schule mit Einfriedung                                    | Kirchstraße 7 (Karte)            | 1828                                                                                | Schlichter, zeittypischer Putzbau mit baugeschichtlicher und ortsgeschichtlicher Bedeutung, zusammen mit Kirche und Pfarrhaus ortsbildprägendes Ensemble; heutige Nutzung als Jugendclub und Heimatstube. - Schule: zweigeschossiger schlichter Putzbau mit 7 zu 3 Achsen, im Erdgeschoss Klassenraum mit drei großen Kastenfenstern mit Steingewänden, Krüppelwalmdach - Einfriedung: verputzte Bruchsteinmauer | 09305867 |
| Weitere Bilder | Pfarrhof mit Pfarrhaus, Seitengebäude und Einfriedung               | Kirchstraße 9 (Karte)            | Bezeichnet mit 1824 (Pfarrhaus); um 1824 und später (Seitengebäude und Einfriedung) | Schöne geschlossene Anlage eines Pfarrhofes, baugeschichtlich und ortsgeschichtlich von Bedeutung. - Pfarrhaus: zweigeschossiger, massiver Putzbau mit Mansarddach und Schopf (vorwiegend Kronendeckung), Sandsteingewände, Türsturz des Portals später verändert (bezeichnet mit 1824), Haustür und Fenster neu - Seitengebäude: zweigeschossiger Bau mit Walmdach und Schopf (Biberschwanzdeckung), Erdgeschoss massiv, Obergeschoss rückseitig Fachwerk, Hofseite später massiv ersetzt, Giebelseiten massiv, Sandsteingewände, vorwiegend alte Fenster - Einfriedung: verputzte Mauer, Ziegelabdeckung, Torpfosten mit Sandsteinplattenabdeckung                                                     | 08974702 |
| Weitere Bilder | Seitengebäude eines Bauernhofes                                     | Liebschützer Straße 2 (Karte)    | 2. Hälfte 18. Jahrhundert                                                           | Stattliches Gebäude (Stall) mit sehr steilem Satteldach, vermutlich ältestes erhaltenes Gebäude von Wellerswalde, baugeschichtlich und ortsgeschichtlich von Bedeutung. Massives Gebäude (Bruchstein) mit Satteldach (Wellblech), enorme Ausmaße der Dachfläche, sehr steiler Giebel, Hofseite vermutlich Wandöffnungen zugemauert (Einbau von kleinen Fenstern), hölzerne Ladeluken. | 08974714 |
| Weitere Bilder | Nördliches Seitengebäude eines Dreiseithofes                        | Merkwitzer Straße 10 (Karte)     | Um 1820 und später                                                                  | Fachwerkbau, aufgrund seines weitgehend authentischen Charakters und der Lage an der Straße von baugeschichtlicher und straßenbildprägender Bedeutung. Zweigeschossiger Bau mit Satteldach, Erdgeschoss massiv, Obergeschoss hofseitig Fachwerk, Rest massiv, alte Fenster, Taubenöffnungen, alte Holztür, eine Giebelseite später massiv vorgeblendet, andere Seite Fachwerk, Giebel verbrettert, rückwärtiger Anbau. | 08974715 |
| Weitere Bilder | Bogenbrücke über die Luppa                                          | Neue Straße (Karte)              | Um 1800 und später                                                                  | Ein technisches Denkmal von baugeschichtlicher und straßenbildprägender Bedeutung. Bruchsteinmauerwerk, verputzt (Putz jünger), drei Bogen gestaffelt, spitz zulaufende Abdeckung. | 08974707 |
|                | Wirtschaftsgebäude des ehemaligen Rittergutes                       | Neue Straße 5 (Karte)            | Um 1800                                                                             | Breit gelagerter, markanter Putzbau mit charakteristischem Mansarddach, baugeschichtlich und ortsgeschichtlich von Bedeutung. Vermutlich zum ehemaligen Rittergut zugehörig, L-förmiger Grundriss, Wohn- und Scheunenteil, Bruchstein, Mansarddach, Satteldach. | 09302999 |
| Weitere Bilder | Wirtschaftsgebäude des ehemaligen Rittergutes                       | Neue Straße 9 (Karte)            | Um 1800                                                                             | Stattlicher, breit gelagerter Putzbau mit originalem Dachstuhl und Gewölbe im Innern, baugeschichtlich, ortsgeschichtlich und ortsbildprägend von Bedeutung. Eingeschossiger Putzbau mit großem Schopfwalmdach, neue Fenster, neuer Putz, Okulus in Giebelseite, bemerkenswerter Dachstuhl und ein vierjochiges Kreuzgewölbe im Erdgeschoss. | 08974706 |
| Weitere Bilder | Gutsverwalterhaus und Wirtschaftsgebäude des ehemaligen Rittergutes | Neue Straße 12 (Karte)           | Um 1880 und später, im Kern vermutlich älter                                        | Auf L-förmigem Grundriss errichtete Bruchsteinbauten, baugeschichtlich, ortsgeschichtlich und ortsbildprägend von Bedeutung. - Kuhstall: massiver Bau (Bruchstein) auf L-förmigem Grundriss mit Satteldach (hölzerne Lüftungsaufbauten) in regelmäßigen Abschnitten leichte Risalite mit Tür und Speicherluke darüber, alte hölzerne Türen und Ladeluken - straßenseitiger Teil, Inspektorenhaus: zweigeschossiger, massiver Wohntrakt, Sandsteingewände, vermutlich Mauer zu Wandöffnungen verändert, eine Giebelseite saniert - das ehemals gegenüber liegende Rittergutsschloss wurde 1949 abgebrochen                                                                                                | 08974705 |

### Ehemaliges Denkmal (Wellerswalde)
| Bild                                    | Bezeichnung                        | Lage                  | Datierung | Beschreibung | ID       |
| --------------------------------------- | ---------------------------------- | --------------------- | --------- | --- | -------- |
| Direkt Bild zu diesem Denkmal hochladen | Scheune des ehemaligen Rittergutes | Neue Straße 6 (Karte) | Um 1800   | Markanter Bau mit seltener Bohlendachkonstruktion, baugeschichtlich und ortsgeschichtlich von Bedeutung. Zwischen 2018 und 2020 abgerissen. | 09302998 |
| Direkt Bild zu diesem Denkmal hochladen | Wohnhaus ohne Anbau (Jägerhaus)    | Kirchstraße 6 (Karte) | Um 1830   | Weitgehend original erhaltener Putzbau mit rückwärtig angebautem kleinem Backhäuschen, baugeschichtlich von Bedeutung; zwischen 2015 und 2017 abgerissen. - Wohnhaus: zweigeschossiger massiver Putzbau (zum Teil Ziegel, zum Teil Bruchstein) mit Mansarddach (Biberschwanzdeckung), kräftiger Radabweiser an Straßenecke, Putzfaschen, alte Haustür, vorwiegend alte Fenster zum Teil mit Fensterläden - Backhäuschen: rückwärtig, eingeschossiger, massiver Anbau (Bruchstein) mit Satteldach, Rauchabzug neu | 08974703 |

## Zaußwitz
| Bild           | Bezeichnung | Lage                     | Datierung                                                                          | Beschreibung | ID       |
| -------------- | --- | ------------------------ | ---------------------------------------------------------------------------------- | --- | -------- |
| Weitere Bilder | Windmühle | Am Laaser Weg 1a (Karte) | 1799                                                                               | Turmholländer, weitgehend original erhaltener Mühlenbau von baugeschichtlicher, landschaftsgestaltender und technikgeschichtlicher Bedeutung. Runder Turm, Ruten fehlen, zum Teil alte Fenster, neue Haustür, neu verputzt, Traufe mit Holz verkleidet, Dachpappe. | 08974891 |
| Weitere Bilder | Wegestein | Canitzer Straße (Karte)  | Mitte 19. Jahrhundert                                                              | Verkehrsgeschichtlich von Bedeutung. Sandstein mit zeltförmigem Abschluss, Richtungsweiser und Orte eingemeißelt (Borna, Canitz), Rest verwaschen. | 08974893 |
| Weitere Bilder | Denkmal für die Gefallenen des Ersten Weltkrieges                                                                                 | Canitzer Straße (Karte)  | Nach 1918                                                                          | Ortsgeschichtlich von Bedeutung. Hochrechteckige Granitplatte und -sockel, grob behauen, Eisernes Kreuz als Abschluss, Inschriftentafel „Den Gefallenen Helden der Gemeinde Zaußwitz“, darunter Helm mit Lorbeerkranz. | 08974894 |
| Weitere Bilder | Kirche mit Ausstattung, Kirchhof und Einfriedungsmauer sowie zwei Grabmale und Denkmal für die Gefallenen des Zweiten Weltkrieges | Schulstraße 11a (Karte)  | Um 1100 (Kirche); um 1840 (Grabmal); um 1890 (Grabmal); nach 1945 (Kriegerdenkmal) | Romanische Saalkirche, baugeschichtlich und ortsgeschichtlich von Bedeutung; irrtümlich als Schulstraße 11 erfasst. - Kirche: Saalkirche mit gedrungenem Turm, Bruchsteinbau, Chor mit 5/8-Schluss, Reliefsteine mit Figuren in den Strebepfeilern. - Grabmale: - neogotisches Grabmal (Krabbenbesatz, Maßwerk), Sandstein, stark verwittert, Sandsteinsockel, um 1840 - Sandsteingrabmal mit Kreuz, eingehüllt in ein steinernes Tuch, um 1890 - Kriegerdenkmal: polierte schwedische Granitstele, Sockel mit vergoldeter eingelassener Inschrift „Ihr sollt erfahren, daß ich der Herr bin. Hes. 13,9“. - Einfriedung: verputzte Mauer mit spitz zulaufender Bekrönung | 08974892 |

## Tabellenlegende
- Bild: Bild des Kulturdenkmals, ggf. zusätzlich mit einem Link zu weiteren Fotos des Kulturdenkmals im Medienarchiv Wikimedia Commons. Wenn man auf das Kamerasymbol klickt, können Fotos zu Kulturdenkmalen aus dieser Liste hochgeladen werden:
- Bezeichnung: Denkmalgeschützte Objekte und ggf. Bauwerksname des Kulturdenkmals
- Lage: Straßenname und Hausnummer oder Flurstücknummer des Kulturdenkmals. Die Grundsortierung der Liste erfolgt nach dieser Adresse. Der Link (Karte) führt zu verschiedenen Kartendiensten mit der Position des Kulturdenkmals. Fehlt dieser Link, wurden die Koordinaten noch nicht eingetragen. Sind diese bekannt, können sie über ein Tool mit einer Kartenansicht einfach nachgetragen werden. In dieser Kartenansicht sind Kulturdenkmale ohne Koordinaten mit einem roten bzw. orangen Marker dargestellt und können durch Verschieben auf die richtige Position in der Karte mit Koordinaten versehen werden. Kulturdenkmale ohne Bild sind an einem blauen bzw. roten Marker erkennbar.
- Datierung: Baubeginn, Fertigstellung, Datum der Erstnennung oder grobe zeitliche Einordnung entsprechend des Eintrags in der sächsischen Denkmaldatenbank
- Beschreibung: Kurzcharakteristik des Kulturdenkmals entsprechend des Eintrags in der sächsischen Denkmaldatenbank, ggf. ergänzt durch die dort nur selten veröffentlichten Erfassungstexte oder zusätzliche Informationen
- ID: Vom Landesamt für Denkmalpflege Sachsen vergebene, das Kulturdenkmal eindeutig identifizierende Objekt-Nummer. Der Link führt zum PDF-Denkmaldokument des Landesamtes für Denkmalpflege Sachsen. Bei ehemaligen Kulturdenkmalen können die Objektnummern unbekannt sein und deshalb fehlen bzw. die Links von aus der Datenbank entfernten Objektnummern ins Leere führen. Ein ggf. vorhandenes Icon  führt zu den Angaben des Kulturdenkmals bei Wikidata.

## Ausführliche Denkmaltexte
1. ↑  Rittergut Bornitz:
Das im 17. Jahrhundert errichtete Gebäude gehörte einst zur ausgedehnten Hofanlage des ehemaligen Rittergutes Bornitz, die als prägender Bestandteil am nordöstlichen Rand des kleinen Dorfes lag. Leider blieb von den Baulichkeiten dieses in seiner Geschichte bis ins hohe Mittelalter zurückreichenden Rittersitzes (Ersterwähnung 1200) kaum etwas erhalten. Insbesondere ist der 1947/48 erfolgte Abriss des Schlosses zu beklagen. Es befand sich auf der Ostseite des Hofes.
Von den wenigen noch bestehenden Bauten des Wirtschaftshofes ist nur das in Rede stehende Speichergebäude soweit im historischen Bestand erhalten, dass es einen denkmalrelevanten Zeugniswert verkörpert. Es markiert die einstige Südseitenbebauung des ehemaligen Rittergutshofes und wirkt straßenbildprägend. Der zweigeschossige, überwiegend in Bruchsteinmauerwerk ausgeführte Putzbau zeigt interessante Einzelformen, die zur oben genannten Datierung ins 17. Jahrhundert führen. Zu nennen sind vor allem abgefaste Tür- und Fenstergewände in Sandstein, aber auch die Gestaltung des Ostgiebels mit kleiner Dreieckbekrönung sowie die Eckbetonung durch Putzquaderung. Bemerkenswert sind weiterhin die Holzkonstruktionen im Innern, besonders der stattliche liegende Dachstuhl mit Blattverbindungen. Ein wohl zu einer Mischanlage gehörender Elevator aus jüngerer Zeit verweist auf die ehemalige Nutzung des Bauwerks als Getreidespeicher.
Der Aussage- und Dokumentationswert, den das Objekt vertritt, bezieht sich zum einen auf die Geschichte der Rittergutsanlage Bornitz. Das Speichergebäude hält in anschaulicher Form die Erinnerung an deren Existenz und Bedeutung wach. In diesem Sinne hat es ortsgeschichtliche Aussagekraft. Zum anderen ist es aufgrund der Entstehungszeit und Ausprägung ein wertvolles Zeugnis seiner Art, indem es auf die landwirtschaftliche Grundlage der Rittergüter verweist und vor Augen führt, welche Bauformen für diese Zwecke in der Entwicklung der Rittergutsarchitektur entstanden. Unter diesem Gesichtspunkt hat es baugeschichtliche Bedeutung.